# Balance (pêche)
Pour les articles homonymes, voir balance et pêche.

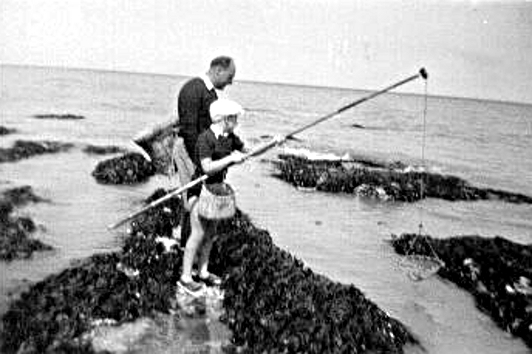
Pêche aux balances dans les "bancs" à Veules-les-Roses.

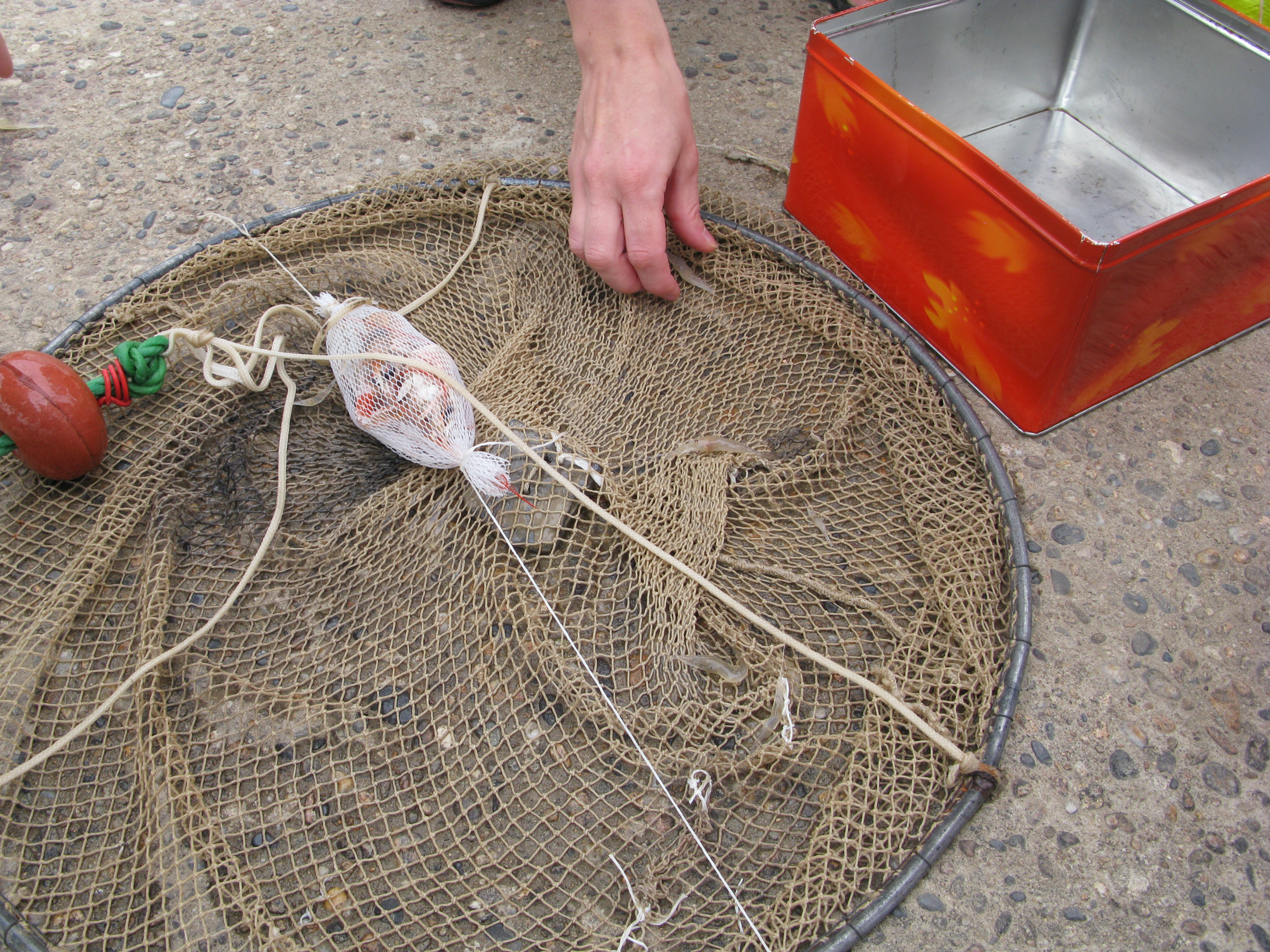
Récupération de crevettes blanches dans une balance, sur l'estuaire de la Charente.

En termes de pêche, la balance est un petit filet (< 1 m2) pour pêcher les écrevisses, les crevettes.
Ainsi, au moyen d'un jeu de balances ou (caudières en cauchoix) composé, en général, d'au moins huit balances de différents diamètres (grandes et petites) on peut pêcher les bouquets dans des endroits difficiles où les encombrements de rochers dominent. En effet, le bouquet se plaît sous les cailloux, les crevasses, les caves profondes fréquentées par le congre et où se cache, parfois, le homard.
Partout où il y a des bancs, des crevasses, des rochers, le pêcheur peut essayer les balances. 
Sur la côte normande, on les amorce avec des crabes ouverts en deux parties : deux crabes par balance et au centre il y aura toujours avantage à y fixer une tête fraîche de poisson (pas de hareng surtout). La pêche aux balances commence une bonne heure avant l'étale de basse mer et se termine suivant l'intensité des prises et la longueur du jusant.
Elles sont immergées à l'aide d'une gaffe et laissées en place entre cinq et dix minutes puis relevées et reposées aussitôt à un autre endroit. Après l'étale, le pêcheur a souvent intérêt à quitter les grosses roches pour pêcher en dérive c'est-à-dire à immerger les balances sur un fonds plat un peu caillouteux et varéqueux.
La pêche aux balances se pratique aussi bien en marées de mortes-eaux que de vives-eaux à savoir que ces dernières sont toujours préférables et particulièrement la nuit. Au cours de la pêche il n'est pas rare de trouver, non seulement des crabes (futures amorces) mais aussi des étrilles.
Les balances sont, également, employées dans la pêche au carrelet.